# Ранчо ла Ерадура, Ранчо лос Горионес (Хилотепек)
Ранчо ла Ерадура, Ранчо лос Горионес (шп. Rancho la Herradura, Rancho los Gorriones) насеље је у Мексику у савезној држави Мексико у општини Хилотепек. Насеље се налази на надморској висини од 2117 м.

## Становништво
Према подацима из 2005. године у насељу је живело 5 становника.

### Хронологија
| Година       | 2000       | 2005 |
| ------------ | ---------- | ---- |
| Становништво | 13 (9 / 4) | 5    |

### Попис
| # | Индикатор                        | Вредност |
| - | -------------------------------- | -------- |
| 1 | Укупно појединачних домаћинстава | 2        |